# Lars Hultman (ämbetsman)
Lars Gustaf Hultman, född den 8 november 1908 i Östersund, död den 5 maj 2002 i Umeå, var en svensk ämbetsman. Han var son till Gustaf Hultman.
Hultman avlade studentexamen Umeå 1927 och juris kandidatexamen vid Uppsala universitet 1933. Han genomförde tingstjänstgöring i Umeå domsaga 1933–1936. Hultman blev tjänsteman vid länsstyrelsen i  Västerbottens län 1936, extra ordinarie länsnotarie där 1939, andre länsnotarie där 1946, tillförordnad förste länsnotarie 1948, ordinarie förste länsnotarie 1951 och förste länsassessor 1953. Han var landssekreterare i Norrbottens län 1960–1971 och länsråd där 1971–1974. Hultman blev riddare av Nordstjärneorden 1958 och kommendör av samma orden 1966. Han vilar i sin hustrus familjegrav på Västra kyrkogården i Umeå.